# ハウス・オブ・イエス
『ハウス・オブ・イエス～ライヴ・フロム・ハウス・オブ・ブルース～』（House of Yes: Live From House of Blues）は、イギリスのプログレッシブ・ロックバンド、イエスのライブ・アルバムである。

## 内容
1999年にリリースしたアルバム『ラダー』の演奏ツアーのうち、1999年10月のライブ・ハウス「ハウス・オブ・ブルース」での演奏をライブ収録したもの。

## ビデオソフト
同名のライブ・ビデオがDVDビデオソフトとしてリリースされている。CDと全く同じ曲目で、ステレオ音声の他、ドルビーデジタルとdtsによる5.1chサラウンド音声が収録されている。
また、映像特典として「ラダーのメイキング映像／ホーム・ワールドの5.1chサラウンド版ビデオ・クリップ／メンバー・インタビュー」が収録されている。

## 収録曲
ディスク1
1. ユアズ・イズ・ノー・ディスグレイス
2. 時間と言葉
3. ホームワールド
4. パーペチュアル・チェンジ
5. ライトニング・ストライクス
6. メッセンジャー
7. 儀式
8. 同志

ディスク2
1. イット・ウィル・ビー・ア・グッド・デイ(リヴァー)
2. フェイス・トゥ・フェイス
3. 悟りの境地
4. ユア・ムーヴ~アイヴ・シーン・オール・グッド・ピープル
5. シネマ
6. ロンリー・ハート
7. ラウンドアバウト

## 演奏メンバー
- ジョン・アンダーソン
- クリス・スクワイア
- アラン・ホワイト
- スティーヴ・ハウ
- ビリー・シャーウッド
- イゴール・コロシェフ